# Hannah Kelly
Hannah Kelly (Bury, 20 de diciembre de 2000) es una deportista británica que compite en atletismo, especialista en las carreras de velocidad. Ganó una medalla de plata en el Campeonato Europeo de Atletismo en Pista Cubierta de 2025, en la prueba de 4 × 400 m.

## Palmarés internacional
| Campeonato Europeo en Pista Cubierta | Campeonato Europeo en Pista Cubierta | Campeonato Europeo en Pista Cubierta | Campeonato Europeo en Pista Cubierta |
| Año                                  | Lugar                                | Medalla                              | Prueba                               |
| ------------------------------------ | ------------------------------------ | ------------------------------------ | ------------------------------------ |
| 2025                                 | Apeldoorn (Países Bajos)             | Medalla de plata                     | 4 × 400 m                            |